# Kakadu žlutočečelatý
Kakadu žlutočečelatý (Cacatua galerita) je velký papoušek z čeledi kakaduovitých, který se vyskytuje v oblasti Australasie od Aruských ostrovů přes Novou Guineu a Austrálii po Tasmánii. Tento sociální a inteligentní pták bývá často chován v zajetí jako domácí mazlíček.

## Systematika a rozšíření
Druh formálně popsal anglický přírodovědec John Latham v roce 1792. Druhové jméno galerita pochází z latinského galeritus, čili „čelatý“ nebo něco jako „chocholkový“ (z latinského galerum).
Kakadu žlutočečelatý se řadí do rodu Cacatua, který vytyčil Louis Pierre Vieillot v roce 1817. Rozeznávají se hned 4 poddruhy s následujícím rozšířením:
- C. g. triton Temminck, 1849 – Nová Guinea a okolní satelitní ostrovy;
- C. g. eleonora Finsch, 1863 – Aruské ostrovy;
- C. g. fitzroyi (Mathews, 1912) – od severovýchodní Západní Austrálie po severozápadní Queensland;
- C. g. galerita (Latham, 1790) – Yorský poloostrov, severovýchodní Queensland po jižní Victorii, jihovýchodní cíp Jižní Austrálie, Tasmánie.

Vedle výše zmíněných oblastí přirozeného výskytu byl kakadu žlutočečelatý introdukován do některých dalších končin. K těm patří hlavně oblast kolem australského města Perth, a některé menší pacifické ostrovy, jako je Palau a Nový Zéland. Novozélandské populace se soustřeďují při západním pobřeží Severního ostrova a rozšiřují se na východ do oblastí Bay of Plenty, Hawke’s Bay a Wairarapa. Menší populace jsou přítomny i na Jižním ostrově (Catlins, Banksův poloostrov).

## Popis

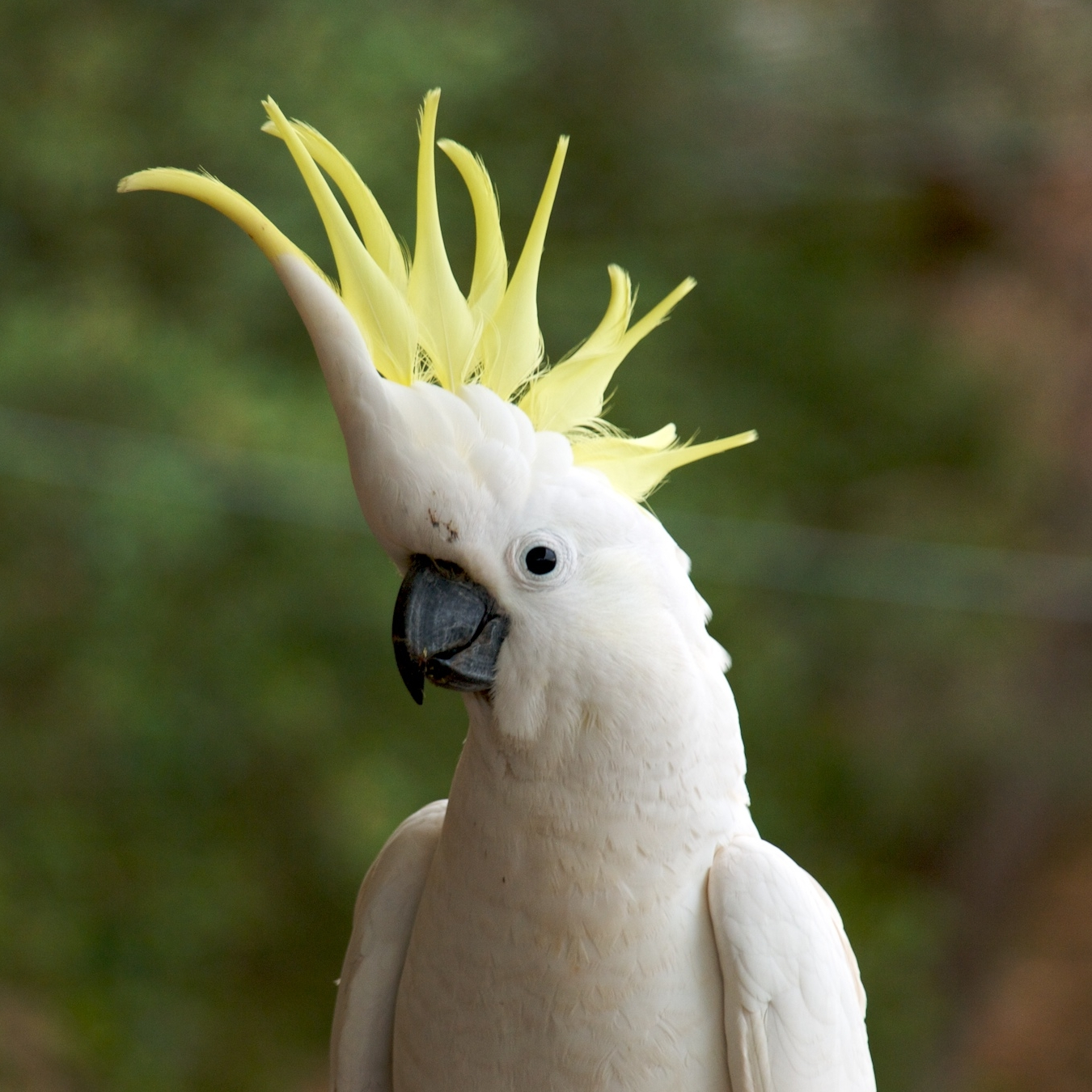
Kakadu žlutočečelatý s roztaženou chocholkou

Tento statný papoušek dosahuje délky těla mezi 38–51 cm. Většina těla je čistě bílá, pouze na křídlech, příuších a ocase lze pozorovat náznaky žluté. Nápadným znakem druhu je sýrově žlutá chocholka, která je mírně srpovitě zahnutá dopředu. Tato chocholka je roztažitelná a při stažení se projevuje jako jediný, mírně dopředu prohnutý shluk peří vyrůstající z oblasti šíje. Zobák je černavý, oční kroužek bílý, duhovky tmavě hnědé až černé, nohy tmavě šedé. Obě pohlaví vypadají stejně. Nedospělí jedinci mohou mít na korunce, hřbetu a křídlech světle šedé odstíny a jejich duhovka je světlejší, do hněda.

## Biologie a ekologie

### Chování
Kakadu žlutočečelatý  je známý svým hlasitým hlasovým projevem, kterým se vytrvale projevuje hlavně během soumraku a úsvitu na hřadovištích, na kterých utváří početná hejna. Ozývá se výrazným, chraplavým ohlušujícím hlasem připomínající spíše řev. Jedná se o stálý druh, i když lokálně se může pohybovat na poměrně velké vzdálenosti. Vykazuje vysokou věrnost hřadovištím, na která se každou noc vrací i v případě, že je hřadoviště značně vzdáleno od krmiště. Podobnou věrnost vykazuje i krmištím, kam se hejno kakaduů může denně vracet, dokud nedojde k úplnému vyčerpání potravního zdroje.
Druh obývá různé typy habitatů v závislosti na lokaci. Na Nové Guineji je výskyt kakadua vázán hlavně na místní pralesní podrosty, jinde se vyskytuje i v sekundárním lese, mangrovech, v močálovitých oblastech a v moderních dobách obývá i člověkem obhospodařovanou krajinu včetně plantáží rýže a palmového oleje nebo dokonce městská prostředí. Typicky se vyskytuje do 1000 m n. m., v některých částech Austrálie do 1500 m a na východě Nové Guineje dokonce do 2400 m n. m.
Jedná se o hravé, sociální a vynalézavé ptáky. Populace ze Sydney se dokonce naučila otevírat odpadkové koše. Tuto dovednost si předávají sociálním učením. Jiný kakadu žlutočečelatý se zase spontánně naučil tancovat k hudbě. Výzkumníci u tohoto jedince identifikovali až 14 různých tanečních pohybů. Výzkum z roku 2020 odhalil, že kakadu žlutočečelatý využívá peří na tvářích, šíji a chocholce k vyjádření pozitivních emocí.

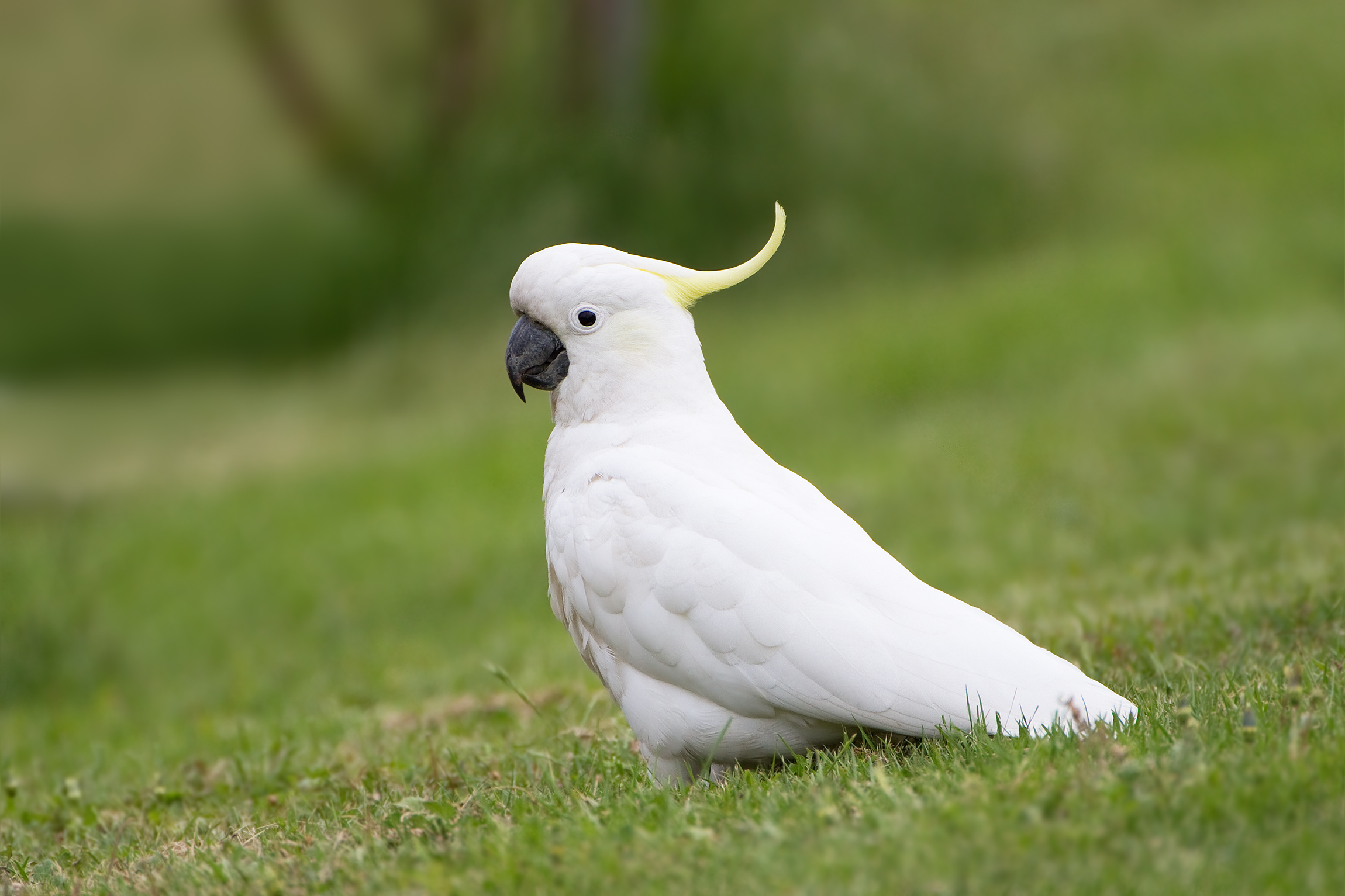
Kakadu žlutočečelatý z profilu

### Potrava
Živí se ořechy, bobulemi, semeny, rostlinami, květy, pupeny a larvami. Podobně jako některé jiné druhy kakaduů, i kakadu žlutočečelatý má poměrně propracovaný varovný systém proti predátorům, který provozuje hlavně při krmení na zemi, kdy jsou papoušci vystavení vysokému riziku predátorství. Zatímco hlavní hejno se snese na zem a krmí se, několik jedinců stráží na bidlech kolem hejna a v případě, že se k hejnu přiblíží nezvaný host, se začnou strážící kakaduové hlasitě projevovat, načež celé hejno odlétá pryč.

### Hnízdění

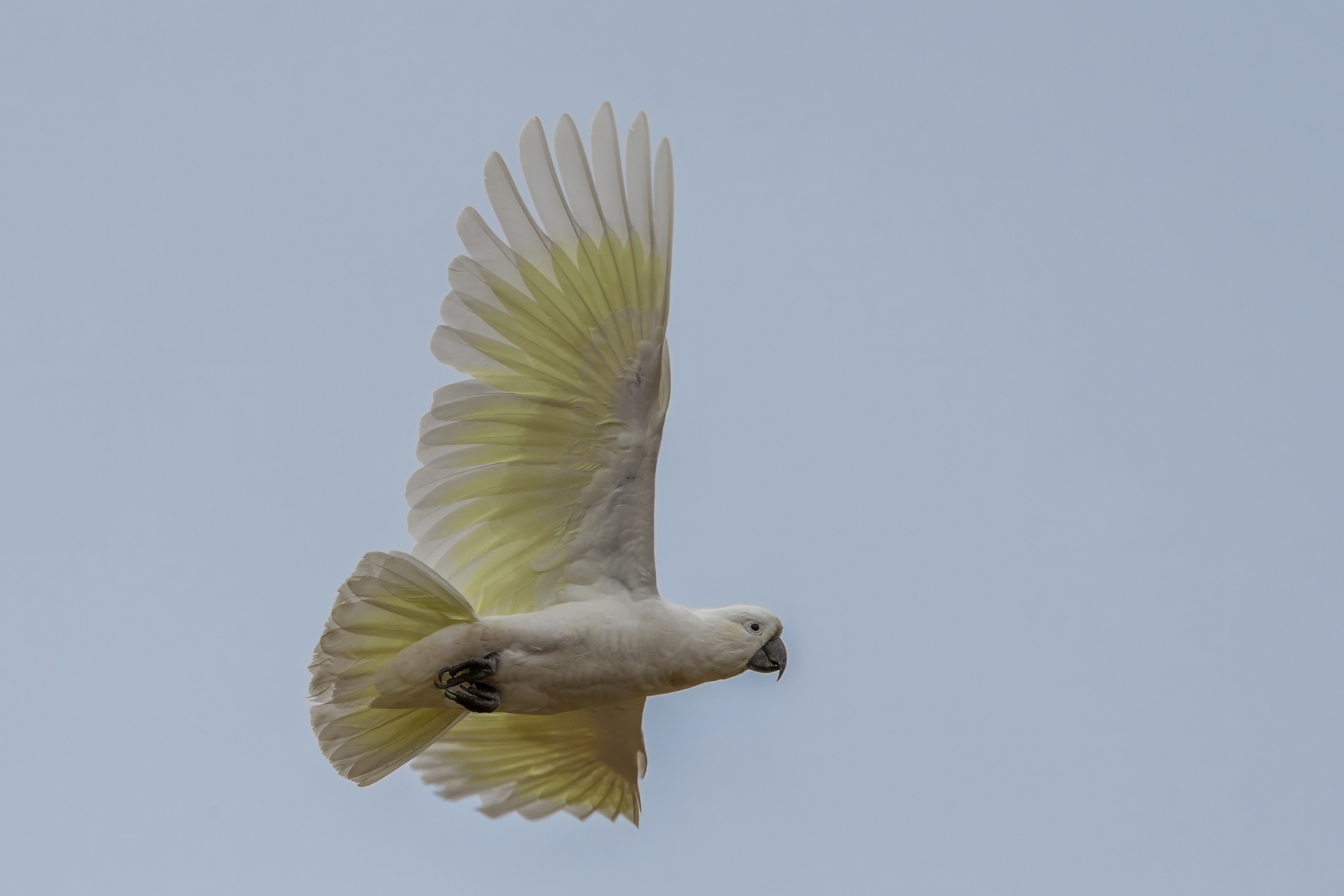
Kakadu žlutočečelatý v letu s patrnými nažloutlými křídly

Dobu hnízdění tráví v párech. K námluvnímu chování samců patří úklony hlavy a těla k samici, měkké švitoření, napařování chocholky nebo vzájemné dotyky zobáků a čištění peří. Doba hnízdění závisí na lokaci. Např. na severu Austrálie to je mezi květnem a srpnem, na jihu mezi srpnem a lednem. Zahnizďuje v přirozených stromových dutinách mezi 3–30 m nad zemí (v Austrálii má v oblibě hlavně blahovičníky). Výjimečněji může zahnízdit i ve skalních dutinách. Samice klade na tlející piliny stromové dutiny většinou 3 vejce. Oba partneři inkubují po dobu kolem 30 dní. Mláďata vylétávají z hnízda ve věku 6–9 týdnů, načež se vrací do své rodné dutiny hřadovat po několik dalších týdnů. Ve volné přírodě se dožívá až kolem 40 let, v zajetí může žít i přes 100 let.

## Vztah k lidem

### Chov
Jedná se o jednoho z nejčastěji chovaných bílých kakaduů. Chov je popisován jako nenáročný, nicméně jedná se o velmi hlasitého ptáka s neutuchající potřebou ničení, což lze částečně zredukovat přísunem čerstvých větví na okus. Kakaduům totiž neustále roste zobák a potřebují si jej obrušovat.

### Škůdce

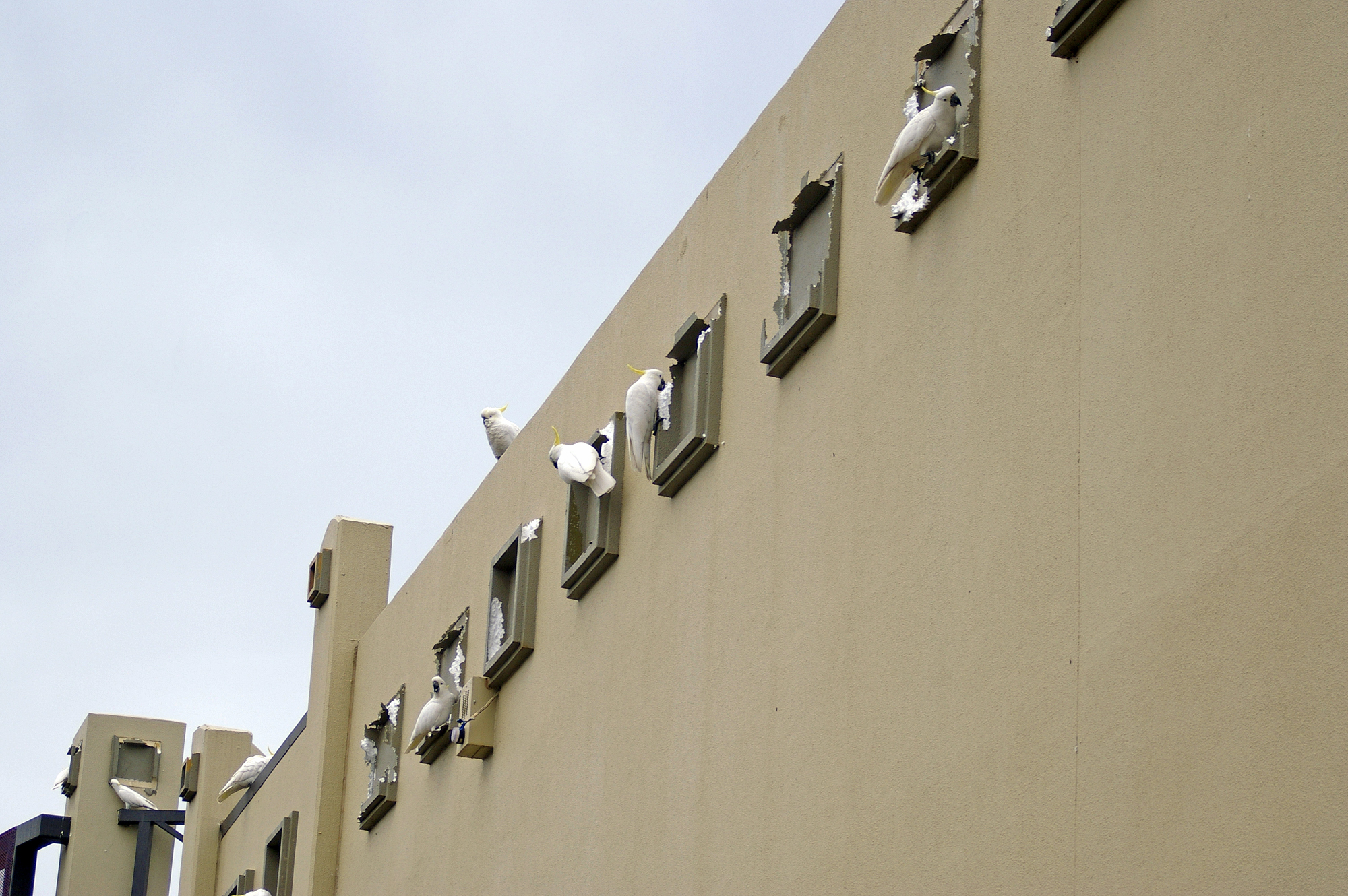
Hejno kakaduů žlutočečelatých při ničení fasády nákupního střediska v Sydney

Kakadu žlutočečelatý se u bohatých potravních zdrojů s oblibou sdružuje do velkých hejn, která dovedou během krátké doby sezobat obrovské množství potravy. V Austrálii byla dokonce zaznamenána hejna o 2000 jedincích. V případě takového chování se v obhospodařované krajině dostávají do přímého konfliktu s farmáři. Kakaduové mohou způsobit rozsáhlé škody na vinicích, v ovocných sadech, na čerstvě vysázených stromcích i na dalších plodinách (kukuřice, oves). V případě podobných škod farmáři mohou požádat o povolení o kontrolu kakduů např. odstřelem. Podle oficiálních dat bylo v Austrálii takto zahubeno mezi srpnem 2017 a únorem 2023 až 25 378 kakaduů žlutočečelatých.
Kakadu žlutočečelatý však nemusí způsobovat jen škody v zemědělství. Větší hejna mohou nadělat škody na majetku, přenášet nemoci nebo v důsledku svého chování (rozhrabávání popelnic aj.) přitahovat hlodavce, jako jsou krysy. Některé místní spolky v Austrálii se proto snaží alespoň místně uzákonit zákaz přikrmování kakaduů, aby tak nedocházelo k usazování hejn v blízkosti obydlených částí.

### Ohrožení
Globální populace druhu je hodnocena jako málo dotčená, nicméně populace je patrně na ústupu vlivem zániku přirozených stanovišť. Úbytek početnosti však není natolik rychlý, aby populaci uvrhl na ohroženou stupnici.